# Basílica de Sant Joan i Sant Pau

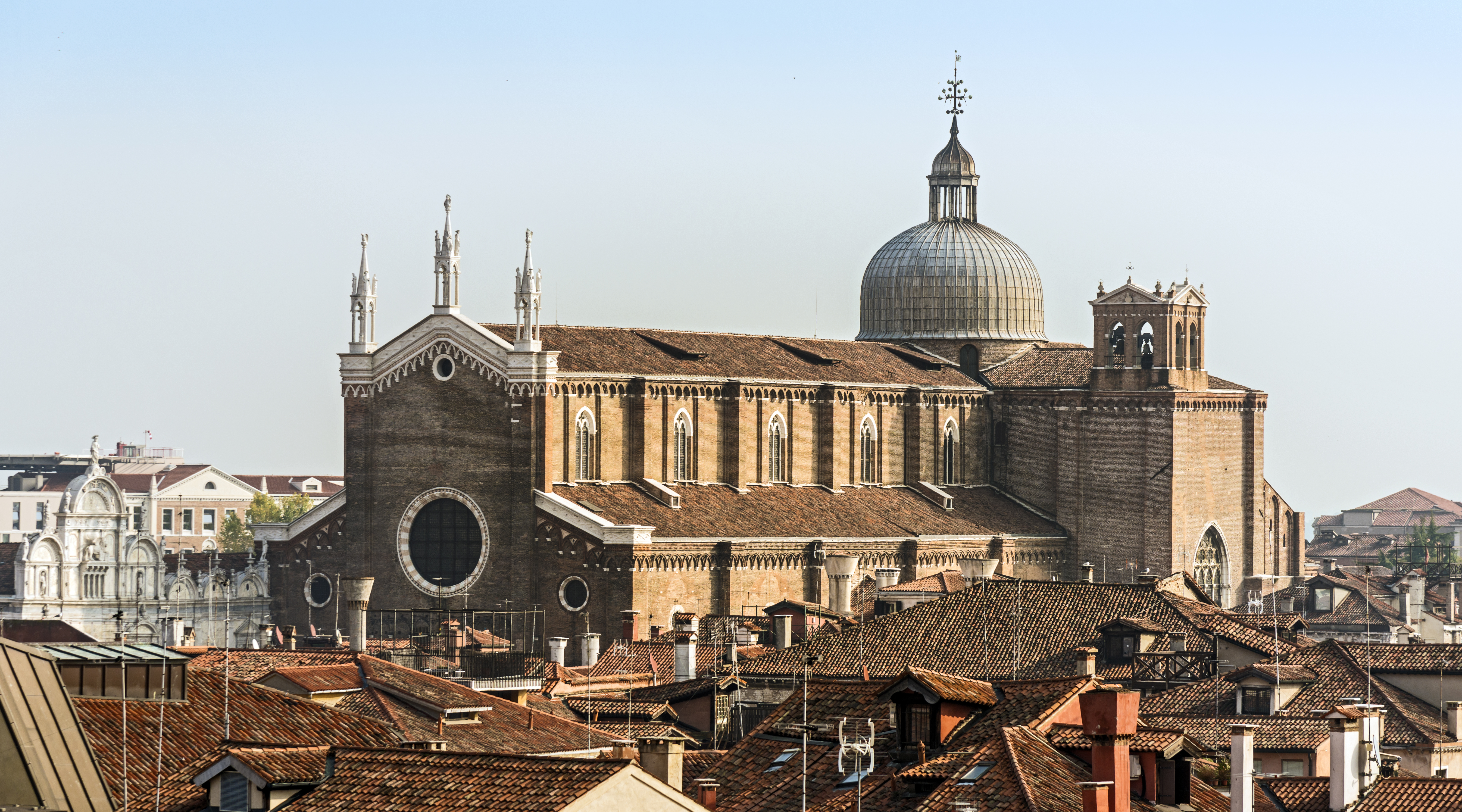
Basílica de Sant Joan i Sant Pau

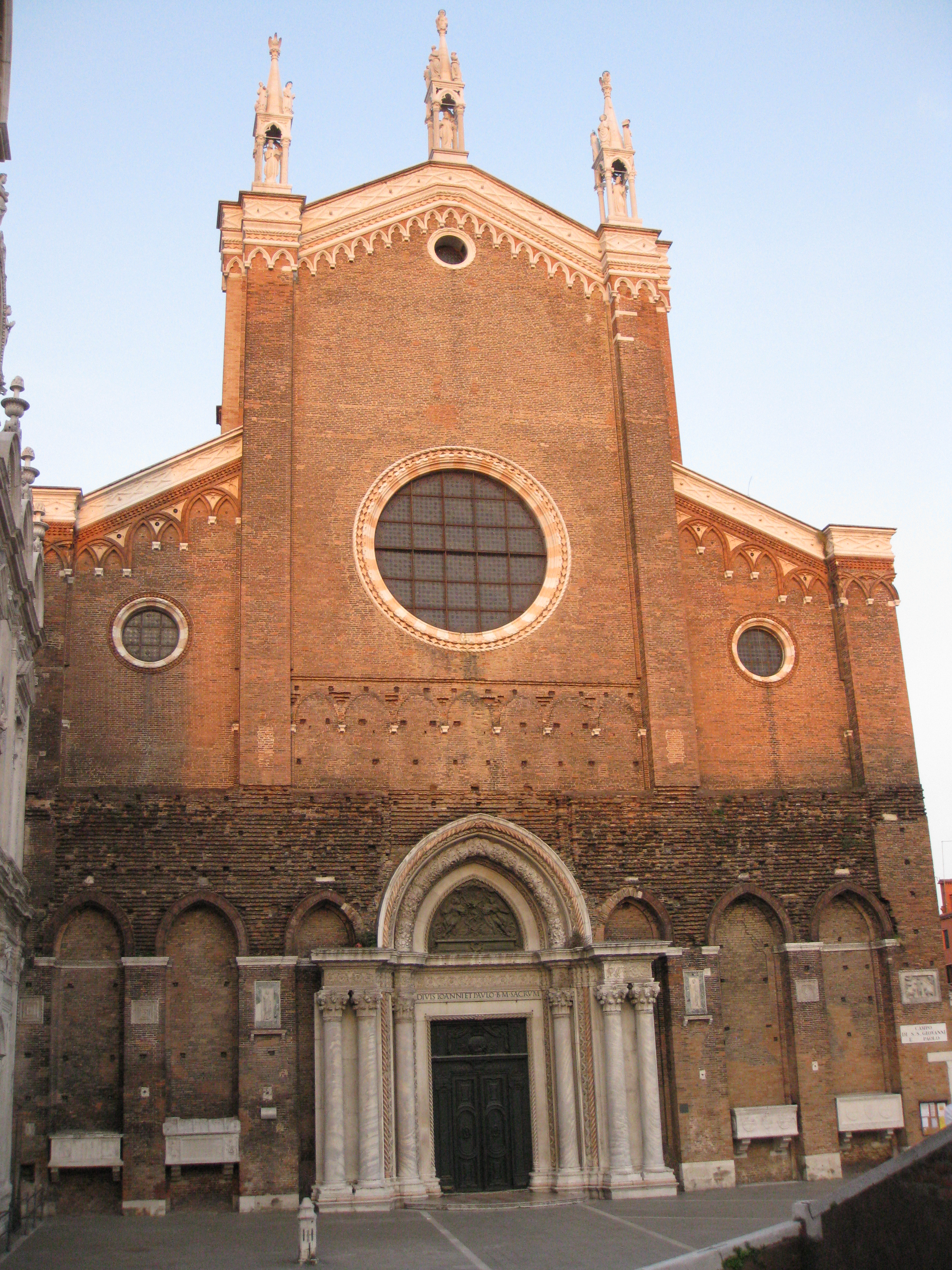
Façana exterior de l'església

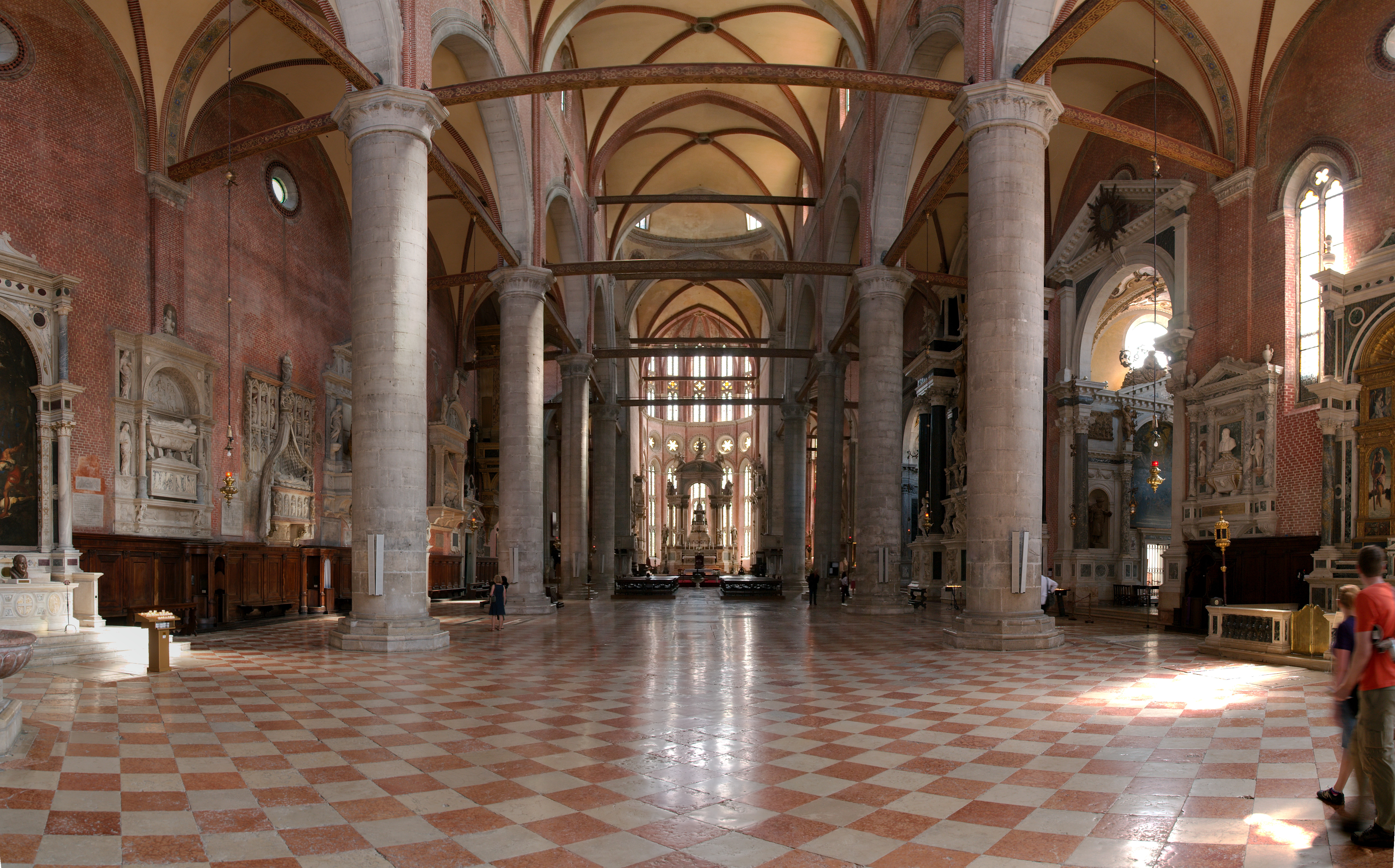
Interior de l'església

La basílica de Sant Joan i Sant Pau (en italià: Basilica dei Santi Giovanni e Paolo) és una de les esglésies més grans de Venècia (Itàlia) i té l'estatus de basílica menor. És un edifici enorme de maons construït en estil gòtic italià. Es tracta de la principal església dels dominics a Venècia, i com a tal fou construïda per predicar davant grans congregacions. Està dedicada a sant Joan i a sant Pau, no els apòstols bíblics, sinó dos obscurs màrtirs de la primera Església cristiana a Roma, els noms dels quals es documentaren al segle iii, però que tenen una llegenda posterior.

## Història
El 1246 el dux Jacopo Tiepolo donà unes terres d'aiguamolls als dominics després de somniar amb un grup de coloms blancs que hi sobrevolaven. La primera església fou enderrocada el 1333, quan es començà l'església actual. No s'acabà fins al 1430. El vast interior conté molts monuments funeraris i pintures, així com la Marededeu de la Pau, una estàtua romana d'Orient situada en una capella pròpia a la nau meridional, i un peu de santa Caterina de Siena, la principal relíquia de l'església.

## Monuments funeraris
Després del segle xv els serveis funeraris de tots els duxs de Venècia se celebraren en aquesta basílica. Vint-i-cinc ducs hi foren enterrats, entre ells:
- Jaume Tiepolo († 1249)
- Renier Zeno († 1268)
- Llorenç Tiepolo († 1275)
- Joan Dolfin († 1361)
- Marc Cornaro († 1368)
- Miquel Morosini († 1382)
- Antoni Venier († 1400)
- Miquel Steno († 1413)
- Tomàs Mocenigo († 1423)
- Pasqual Malipiero († 1462)
- Nicolau Marcello († 1474)
- Pere Mocenigo († 1476)
- Andreu Vendramin († 1478)
- Joan Mocenigo († 1485)
- Lluís I Mocenigo († 1577)
- Sebastià Venier († 1578)
- Bertuccio Valiero († 1658)
- Silvestre Valiero († 1700)

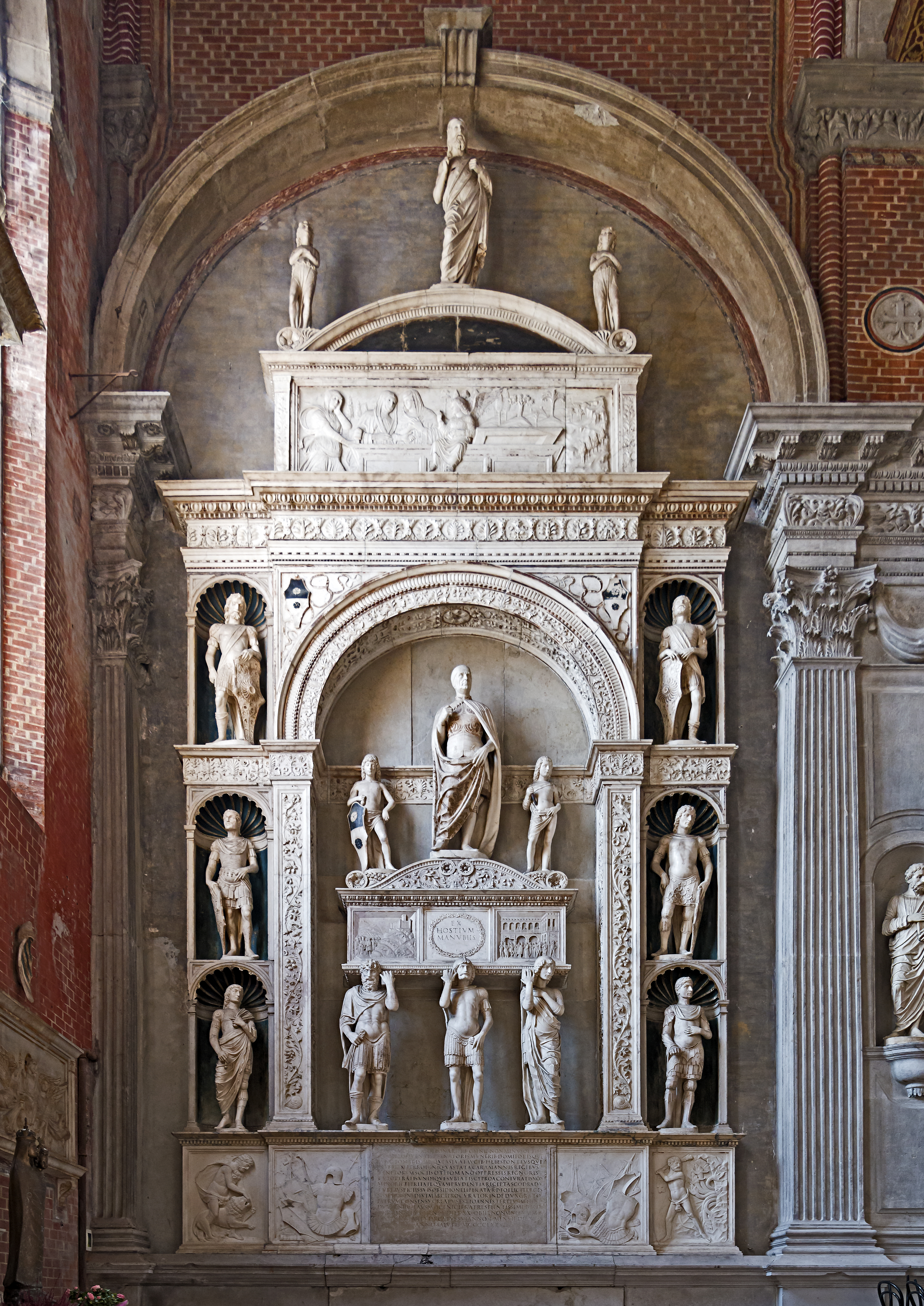
Tomba del duc venecià Pietro Mocenigo (1481), obra de Pietro Lombardo a la basílica

Altres persones enterrades en aquesta església són:
- Orazio Baglioni († 1617), general
- Gentile Bellini († 1507), artista
- Giovanni Bellini († 1516), artista
- Gianbattista Bonzi († 1508), senador
- Bartolomeo Bragadin (poeta)
- Marco Antonio Bragadin († 1571), general, escorxat viu pels turcs després de la batalla de Famagosta, la tomba conté només la seva pell
- Jacopo Cavalli († 1384), general
- Alvise Diedo, comandant cap
- Marco Giustiniani († 1346), capità de mar
- Pompeo Giustiniani († 1616), condottiere
- Palma el Jove († 1628), artista
- Vettor Pisani († 1380), almirall
- Niccolò Orsini, († 1510), comandant cap
- Leonardo da Prato († 1511), condottiere
- Alvise Trevisan († 1528)
- Sir Edward Windsor († 1574)